# Christian Ferdinand Friedrich von Krauss
Christian Ferdinand Friedrich Krauss ( 9 de julio de 1812, Stuttgart - 15 de septiembre de 1890, Stuttgart.), fue un naturalista, explorador y recolector alemán.

## Primeros años
Fue un aprendiz de boticario, trabajando con un farmacéutico por un tiempo, mas luego estudió mineralogía, zoología y química en Tubinga y en Heidelberg, donde fue brillante académicamente y fue galardonado con un Ph.D. summa cum laude en 1836.

## Sudáfrica

### Provincia del Cabo7 de mayo de 1838-2 de junio de 1839
El siguiente año el Barón von Ludwig, famoso por su jardín en Ciudad del Cabo, visitó Alemania y persuadió a Krauss de visitar Sudáfrica. Así navegaron de Portsmouth a bordo del velero de 676 t La Belle Alliance (el mismo que había llevado a los "Colonos de 1820 de [[Inglaterra al Cabo del Este) arribando a Cabo 81 días más tarde el 7 de mayo de  1838. Krauss comenzó a recolectar y estudiar fauna, flora, y geología del "hinterland" de Ciudad del Cabo, e hizo además una expedición a Tulbagh. Recolectó moluscos y crustáceos, macroalgas marinas y peces. Planeó una excursión al interior, ordenando construir un vagón. Y así llevó 14 bueyes, un equino, dos asistentes, yendo por el Paso de Lowry, luego el Paso Houhoek hacia Genadendal. Allí visitó Kogmanskloof a caballo. Deja Genadendal y sigue hacia el sur a Caledon, Walker Bay, Elim, Prinskraal, Cabo Agulhas, a lo largo de Struisbaai hacia De Hoop y a Swellendam. De allí gira hacia el este hacia Mossel Bay y a George, gastando algo de tiempo en los extensos bosques de Tsitsikamma. Realiza una pequeña salida a George atravesando las montañas Outeniqua y yendo a Oudtshoorn y a las Grutas Cango. Llegando más lejos al este que George, cruza el río Kaaimans, pero debe dejar el vagón en el río Diep debido a lo peligroso de su vadeo. Viaja más con el Rev. Ballott y se encuentra con el Cap. Thomas Henry Duthie (amigo de Charles Collier Michell) en la granja Belvidere, antes de ir por George Rex en Melkhout Kraal. De allí, toca Plettenberg Bay y el río Keurbooms, y el 19 de febrero de 1839 deja Knysna para retornar a su abandonado vagón en el río Diep, y decide dejar el difícil Paso Devilskop adentrándose a Langkloof, donde halla que el viaje es tan pesado que debe reemplazar a los bueyes. Yendo al este a lo largo de Langkloof, realiza una excursión de una semana a caballo por Toorwater al punto donde el río Olifants corta a Swartberg, y retorna sobre Antoniesberg y las Montañas Kouga, ubicando su vagón, que había ido adelante, el 1 de marzo. Cuando alcanza Jagersbos tres días después, giró al sur sobre Kareedouwberg y de allí a la Estación Misionera Moraviana en Koksbosch (hoy conocida como Clarkson) y fue a Driefontein. Permaneció tres semanas en esa localidad, y de allí con Tsitsikamma, antes de ir  a través del río Gamtoos y a Uitenhage donde se encuentra con el farmacéutico y recolector Joachim Brehm. Aquí vende el vagón y los bueyes al Dr. John Jones que colonizaba el norte de las Montañas Groot Winterhoek. De Uitenhage realiza varias salidas a Swartkops, Bethelsdorp, Port Elizabeth y Cabo Recife, visitando al botánico y mayor retirado Friedrich von Buchenröder en el río Swartkops. 
Mientras en Port Elizabeth, Krauss escucha muchas noticias acerca de Natal que pican su interés. Determina ir allí, pero primero se aventura al norte hacia Karoo. Sigue el curso del río Coega a Elandshoorn y asciende el Groot Winterhoekberge. De allí fue al río Gamtoos, siguiéndolo donde se quiebra a través del Groot Winterhoekberge como Grootrivier, y más al norte hacia Springbokvlakte. En ese punto se queda sin fondos y lo hace retornar el 20 de mayo a la granja del Dr. Jones en Groot Winterhoekberge. Y el 2 de junio de 1839, navega de Port Elizabeth a Natal (Sudáfrica]]) en el "Mazeppa".

### Natal 2 de junio de 1839 - 5 de febrero de 1840
Krauss gozó de la compañía de otros dos naturalistas en los ocho días de viaje a Port Natal - el sueco Wahlberg y el francés Adulphe Delegorgue. La primera y significativa exploración zoólogica en Natal, y sus adyacentes territorios de Kaffraria al sur y hacia Zululandia al norte, puede datarse en 1839 con su arribo. Krauss estuvo en un cobertizo de cañas en Congella, haciendo diarias excursiones hacia el monte o a lo largo de las costas. Se sorprendió con la variedad de especies que encontró. 

"Estoy sorprendido con la variedad y colorido de los moluscos depositados en pequeños pozos y apoyados en las rocas luego de altas mareas. Parecía un jardín de flores - amorosamente coloreadas anémonas y otros coelenterata, los coloreados variadamente Echinoidea y estrellas de mar, muchos moluscos de una o dos conchas, y entre ellos arbustales de algas, corales y zoófitas con gran números de cangrejos de todas las formas moviéndose, creando una espléndida imagen."

 Muchos de sus hallazgos, más tarde los describiría en Die südafrikanischen Crustacean (1843) y en Die südafrikanischen Mollusken (1848). Krauss luego fue a Pietermaritzburg, recolectando en las colinas alrededor de la ciudad antes de retornar a Congella el 17 de septiembre. Doce días más tarde se mueve a Umlaas permaneciendo cerca de tres semanas allí, concentrándose en recolectar en las nacientes del río Umlaas. Para ese tiempo se une a la diputación de Volksraad bajo Landdrost Roos, visitando al jefe Zulú Mpanda en su reinado entre los ríos Umdhloti y Umvoti.  A su retorno, Krauss permanece nuevamente en Congella. Sus intereses geológicos lo llevaron a una corta excursión a varios campos de carbón, cerca de Karkloof, entre los ríos Bushmans y Blaauwkrantz. Retornará a Pietermaritzburg y entrega un informe al Volksraad. Está en el campo Umlaas el 19 de enero, resumiendo sus colecciones y se prepara para su partida. 
Navega de Port Natal el 5 de febrero y llega a Ciudad del Cabo dos semanas más tarde.

### Ciudad del Cabo 19 de febrero de 1840 - 22 de abril de 1840
En Ciudad del Cabo, el Barón von Ludwig una vez más le extiende su hospitalidad. Krauss hace varios paseos cortos a las montañas entre Table Mountain y Muizenberg, y considera ir a Namaqualand, pero le ofrecen empleo en Stuttgart y lo acepta. Con sus colecciones en 16 baúles, deja Ciudad del Cabo el 22 de abril de 1840 a bordo del "Vernon", un nuevo tipo de nave deportiva con motor auxiliar.  Ya en Inglaterra, vende 500 de sus especímenes vegetales al British Museum.

## Alemania
En Stuttgart, Krauss oposita y gana un trabajo en el "Museo de Historia Natural" donde será director en 1856, parcialmente debido a su reputación adquirida de sus obras publicadas. En 1880 es honrado con un título nobiliario, llamándose Dr. Ferdinand von Krauss. Sus conocimientos sociológicos dieron un ajustado registro de las condiciones en el Cabo, en particular su descripción de los Zulús y sus modos de vida, netamente vívidas y reales.  Algunas de sus colecciones fueron trabajadas y publicadas por Christian F. F. Hochstetter (1787-1860), Carl Daniel F. Meisner (1800-1874), J. Jakob Bernhardi, Jean Buchinger, Johann F. Klotzsch, Julius C.G. von Flotow (1788-1856), Carl (Karl) H. `Bipontinus' Schultz (1805-1867) - sus criptógamas fueron estudiadas por Theodor L.W. Bischoff, Karl Wilhelm Ludwig Bruch, Hering, Eduard von Martens, Gustav Kunze (1793-1851) y Johann B.W. Lindenberg (1781-1851). 
Del sumario de Flora vol. 29 pp. 216–19, Krauss recolectó 2.308 especies (la mayoría fanerógamas) de las cuales 340 especies y 34 géneros eran nuevas para la ciencia. No todas pero muchas fueron nombradas por el - Kraussia Harv., Combretum kraussii Hochst., Cussonia kraussii Hochst., Adenandra kraussii Meisn., Vernonia kraussii Sch.Bip., Pavonia kraussiana Hochst., Aspalathus kraussiana Meisn. y muchos más. 
Los especímenes de Krauss se resguardan en: British Museum, Universidad de Cambridge, Real Jardín Botánico de Edimburgo, Museo di Storia Naturale di Firenze, Conservatorio y Jardín Botánico de Ginebra, Jardín Botánico de Hamburgo y en muchos más herbarios.

## Abreviatura (zoología)
La abreviatura Krauss  se emplea para indicar a Christian Ferdinand Friedrich von Krauss como autoridad en la descripción y taxonomía en zoología.